# 郡庁所在地
郡庁所在地（ぐんちょうしょざいち）は、行政上の郡、ないし「郡」が訳語として宛てられるカウンティなどの行政単位において、それを管轄する行政機関「郡庁」が置かれている都市、町村。ただし、近代における日本の「郡役所」のように、こうした機関が「郡庁」とは異なる名称で存在する場合は「郡役所所在地」などとされる。

## アメリカ合衆国およびカナダ
アメリカ合衆国およびカナダの大部分の地域では郡庁所在地はカウンティ・シート (county seat) と呼ばれており、これらの地域ではほぼすべてにおいてそれが正式な名称として使用されている。アメリカ合衆国のニューイングランド地方およびカナダの大西洋沿岸州（Atlantic area）では、代わりにシャイア・タウン (shire town) を正式名称とするところが多いが、それらの地域においても一般的にはカウンティ・シートと称されている。
ルイジアナ州においてはカウンティーの代わりに教区を意味するパリッシュが使われており、郡庁所在地はパリッシュ・シート (parish seat)と称される。また、アラスカ州では郡はバラであり、郡庁所在地はバラ・シート (borough seat)である。

## イギリス諸島
イギリスのイングランド、ウェールズおよびアイルランド共和国では、カウンティ・タウン (county town) という語が使用されている。スコットランドおよび北アイルランドにおいてもカウンティ・タウンは口語的に使用されているが、現在のイギリスでは行政的な意味合いで郡が使用されることはない。

## 韓国
韓国では広域市（ただし、大田広域市、光州広域市には現在は郡が置かれていない）および道の下位行政区画である郡における郡庁の所在地を指す。蔚山広域市蔚州郡では蔚山広域市南区に郡庁が置かれている。また、仁川広域市甕津郡では本土の仁川市中区に郡庁が置かれている。